# Leucothea multicornis
Leucothea multicornis är en kammanetart som först beskrevs av Jean René Constant Quoy och Joseph Paul Gaimard 1824.  Leucothea multicornis ingår i släktet Leucothea och familjen Leucotheidae. Inga underarter finns listade i Catalogue of Life.